# Stöd (finans)
Med stöd avses inom den finansiella ekonomins tekniska analys en nivå där prisnedgången på ett värdepapper stannar upp. Stödet för värdepappret utgör alltså ett slags lägsta nivå för prisfluktuationer. Ifall priset till slut ändå går ner under ett etablerat stöd, om än bara ytterst marginellt, ses detta som ett tecken på att en fortsatt prisnedgång är att vänta, tills en ny stödnivå nås.